# Rayssa Leal
Rayssa Leal, född 4 januari 2008 i Imperatriz, är en brasiliansk skateboardåkare.
Rayssa Leal har tagit två guld vid X Games. Vid OS 2020 tog hon silver i street, och vid olympiska sommarspelen 2024 i Paris tog hon brons i disciplinen street.